# نوردشتيرن (مدينة)

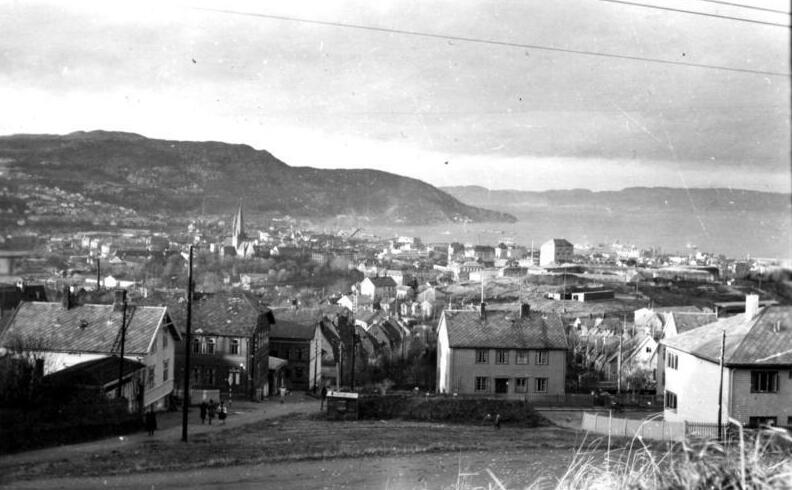
صورة أرشيفية ألمانية تروندهايم وترونديم فيورد، نوفمبر 1942.

نوردستيرن، وتعني نجم الشمال، كانت الخطة النازية لإنشاء مدينة ألمانية جديدة في النرويج التي تحتلها ألمانيا خلال الحرب العالمية الثانية، وكان من المخطط أن يبلغ عدد سكانها حوالي 250.000 إلى 300.000 نسمة.
كان موقع بناء المدينة 15–20 كيلومتر (9.3–12.4 ميل) جنوب غرب مدينة تروندهايم النرويجية. بسبب الأهمية الاستراتيجية الهامة لمضيق تروندهايم للجيش الألماني، كان من المقرر بناؤه بالتزامن مع قاعدة بحرية وقاعدة عسكرية كبرى من شأنها أن تمنح ألمانيا سيطرة بحرية غير مسبوقة على منطقة شمال الأطلسي، وهي خطوة مدعومة بقوة من الأميرال الأعلى إريش رايدر وكارل دونيتز .
ذكر أدولف هتلر أن المدينة ستصبح «سنغافورة ألمانية» ، وأصبحت في النهاية أحد مشروعاته المعمارية المفضلة. خلال الحرب نفسها، تم تحويل المدينة الساحلية بالفعل إلى قاعدة رئيسية للغواصات الألمانية يو بوت، دورا 1.

## الأهمية الاستراتيجية
قدم غزو الفيرماخت للنرويج للقيادة العسكرية للرايخ الثالث فرصًا جديدة للتوسع. تم تحديد مدينة تروندهايم والخليج المصاحب لها لتكون في موقع استراتيجي للغاية لعدة أسباب. قبل اندلاع الحرب، كان استراتيجي فيزميرال والمتقاعد البحري ولفجانج فيجنر قد شدد منذ فترة طويلة على الفوائد الاستراتيجية التي من شأنها أن تمنح ألمانيا الحصول على قواعد على طول الساحل النرويجي. 